# Dona Branca
Dona Branca (pełny tytuł Dona Branca, ou A conquista do Algarve, czyli Pani Branca, albo podbój Algarve) – poemat romantycznego poety portugalskiego Almeidy Garretta, wydany po raz pierwszy w Paryżu w 1826. Poemat Dona Branca ukazał się w rok po innym utworze poety, zatytułowanym Camões i poświęconym postaci największego portugalskiego epika. Oba utwory mają charakter patriotyczny. Wyznaczają one początkową datę portugalskiego romantyzmu, jakkolwiek według niektórych autorów ich romantyczność jest jeszcze niepełna i dyskusyjna. Poemat Dona Branca został oparty na historii odnalezionej w starej, średniowiecznej kronice. Akcja utworu rozgrywa się w czasach wojen z Maurami, które zdominowały wczesną historię Hiszpanii i Portugalii. Poemat charakteryzuje się obecnością typowo romantycznych motywów, jak tragiczna miłość, porwanie, dobre wróżki, złe demony, widma i czary. Dzieło nawiązuje do tradycji średniowiecznych romansów rycerskich. Podobnie jednak, jak w dramacie romantycznym, w poemacie mieszają się elementy tragiczne i komiczne, co nie byłoby możliwe w epice klasycystycznej. Janina Klave zauważa podobieństwo poematu Almeidy Garretta do wcześniejszego utworu Christopha Martina Wielanda Oberon. Dzieło to przełożył na portugalski i wydał w 1802 Francisco Manoel de Nascimento (znany jako Filinto Elysio). Poemat Almeidy Garretta składa się w ostatecznej postaci z dziesięciu ksiąg. Został napisany wierszem białym.